# Benetton Rugby Treviso 2021-2022
Questa voce raccoglie le informazioni riguardanti la Benetton Rugby Treviso nelle competizioni ufficiali della stagione 2021-2022.

## Stagione
La Benetton Rugby partecipa alla prima edizione dello URC, che prende il posto del Pro14 con l'ampliamento del torneo a 16 squadre. La squadra trevigiana vede per la prima volta Marco Bortolami come head coach, dopo l'addio di Kieran Crowley. La Benetton conclude la stagione al 13º posto, mentre nella Challenge Cup supera la fase a gironi, perdendo agli ottavi di finale contro il Tolone per 36-17.

## United Rugby Championship 2021-22

### Stagione regolare
| Data              | Incontro                    | Risultato | W/L |
| ----------------- | --------------------------- | --------- | --- |
| 25 settembre 2021 | Benetton — Stormers         | 22-18     | W   |
| 2 ottobre 2021    | Benetton — Edimburgo        | 28-27     | W   |
| 8 ottobre 2021    | Ulster — Benetton           | 28-8      | L   |
| 16 ottobre 2021   | Benetton — Ospreys          | 26-29     | L   |
| 22 ottobre 2021   | Scarlets — Benetton         | 34-28     | L   |
| 27 novembre 2021  | Benetton — Glasgow Warriors | 19-18     | W   |
| 3 dicembre 2021   | Edimburgo — Benetton        | 24-10     | L   |
| 24 dicembre 2021  | Zebre — Benetton            | 14-39     | W   |
| 28 gennaio 2022   | Dragons — Benetton          | 13-13     | D   |
| 19 febbraio 2022  | Glasgow Warriors — Benetton | 13-3      | L   |
| 26 febbraio 2022  | Benetton — Sharks           | 7-29      | L   |
| 5 marzo 2022      | Benetton — Leinster         | 17-61     | L   |
| 25 marzo 2022     | Munster — Benetton          | 51-22     | L   |
| 2 aprile 2022     | Benetton — Connacht         | 17-21     | L   |
| 23 aprile 2022    | Bulls — Benetton            | 46-29     | L   |
| 30 aprile 2022    | Lions — Benetton            | 37-29     | L   |
| 14 maggio 2022    | Benetton — Zebre            | 39-17     | W   |
| 20 maggio 2022    | Benetton — Cardiff Rugby    | 69-21     | W   |

#### Risultati della stagione regolare
| Posizione | G  | V | N | P  | PF  | PS  | DP  | B | Pt |
| --------- | -- | - | - | -- | --- | --- | --- | - | -- |
| 13ª       | 18 | 6 | 1 | 11 | 425 | 501 | -76 | 9 | 35 |

## European Rugby Challenge Cup 2021-22

### Fase a Gironi
| Data             | Incontro              | Risultato | W/L |
| ---------------- | --------------------- | --------- | --- |
| 17 dicembre 2021 | Gloucester — Benetton | 54-25     | L   |
| 15 gennaio 2022  | Benetton — Dragons    | 23-9      | W   |
| 21 dicembre 2021 | Lione — Benetton      | 25-10     | L   |
| 9 aprile 2022    | Benetton — Perpignano | 17-7      | W   |

#### Risultati della fase a gironi
| Posizione | G | V | N | P | PF | PS | DP  | B | Pt |
| --------- | - | - | - | - | -- | -- | --- | - | -- |
| 3ª        | 4 | 2 | 0 | 2 | 75 | 95 | -20 | 0 | 8  |

### Fase a eliminazione diretta
| Turno | Incontro          | Risultato |
| ----- | ----------------- | --------- |
| OF    | Tolone — Benetton | 36-17     |